# 中华象法螺
中华象法螺（学名：Cymatium sinense），是异足目法螺科梭法螺属的一种。主要分布于中国大陆、台湾，常栖息在浅海珊瑚礁、岩石底、潮下带。